# Herrarnas hopp i freestyle vid olympiska vinterspelen 1998
Herrarnas hopp i freestyle vid olympiska vinterspelen 1998 vid de olympiska vinterspelen 1998 avgjordes den 18 februari.

## Medaljörer
| Spel | Guld                | Silver                  | Brons                      |
| Hopp | Eric Bergoust (USA) | Sébastien Foucras (FRA) | Dzmitryj Dasjtjynski (BLR) |

## Resultat

### Kval
| Placering | Namn                 | Land           | Hopp 1 | Hopp 2 | Totalt | Noteringar |
| --------- | -------------------- | -------------- | ------ | ------ | ------ | ---------- |
| 1         | Dzmitryj Dasjtjynski | Belarus        | 118,66 | 130,38 | 249,04 | Q          |
| 2         | Britt Swartley       | USA            | 126,60 | 120,48 | 247,08 | Q          |
| 3         | Aleksandr Mikhaylov  | Ryssland       | 120,28 | 125,93 | 246,21 | Q          |
| 4         | Eric Bergoust        | USA            | 121,04 | 111,57 | 232,61 | Q          |
| 5         | Andy Capicik         | Kanada         | 116,59 | 110,80 | 227,39 | Q          |
| 6         | Stanislav Kravchuk   | Ukraina        | 113,05 | 113,60 | 226,65 | Q          |
| 7         | Jeff Bean            | Kanada         | 111,17 | 113,69 | 224,86 | Q          |
| 8         | Nicolas Fontaine     | Kanada         | 113,25 | 106,35 | 219,60 | Q          |
| 9         | Aleksey Grishin      | Belarus        | 108,49 | 109,35 | 217,84 | Q          |
| 10        | Christian Rijavec    | Österrike      | 97,90  | 114,61 | 212,51 | Q          |
| 11        | Aleš Valenta         | Tjeckien       | 88,69  | 116,81 | 205,50 | Q          |
| 12        | Sébastien Foucras    | Frankrike      | 111,02 | 89,25  | 200,27 | Q          |
| 13        | Vasily Vorobyov      | Belarus        | 113,03 | 86,26  | 199,29 |            |
| 14        | Freddy Romano        | Italien        | 90,12  | 105,26 | 195,38 |            |
| 15        | Mariano Ferrario     | USA            | 111,17 | 75,81  | 186,98 |            |
| 16        | Jean-Damien Climonet | Frankrike      | 84,55  | 102,26 | 186,81 |            |
| 17        | Ou Xiaotao           | Kina           | 79,97  | 103,87 | 183,84 |            |
| 18        | Aleksandr Tkachenko  | Belarus        | 88,35  | 90,11  | 178,46 |            |
| 19        | Yuriy Stetsko        | Ukraina        | 89,46  | 82,00  | 171,46 |            |
| 20        | Kevin Harbut         | Storbritannien | 82,46  | 85,86  | 168,32 |            |
| 21        | Matt Chojnacki       | USA            | 81,65  | 83,43  | 165,08 |            |
| 22        | Miha Gale            | Slovenien      | 102,03 | 52,65  | 154,68 |            |
| 23        | Kazuaki Ando         | Japan          | 46,77  | 88,35  | 135,12 |            |
| 24        | Serhiy But           | Ukraina        | 65,25  | 45,36  | 110,61 |            |
| -         | Jonathan Sweet       | Australien     | DNF    | -      | -      |            |

### Final
| Placering | Namn                 | Land      | Hopp 1 | Hopp 2 | Totalt | Noteringar |
| --------- | -------------------- | --------- | ------ | ------ | ------ | ---------- |
| 1         | Eric Bergoust        | USA       | 133,05 | 122,59 | 255,64 |            |
| 2         | Sébastien Foucras    | Frankrike | 126,15 | 122,64 | 248,79 |            |
| 3         | Dzmitryj Dasjtjynski | Belarus   | 118,86 | 121,93 | 240,79 |            |
| 4         | Aleš Valenta         | Tjeckien  | 115,22 | 117,03 | 232,25 |            |
| 5         | Britt Swartley       | USA       | 121,70 | 109,91 | 231,61 |            |
| 6         | Aleksandr Mikhaylov  | Ryssland  | 111,17 | 118,81 | 229,98 |            |
| 7         | Christian Rijavec    | Österrike | 112,79 | 114,81 | 227,60 |            |
| 8         | Aleksey Grishin      | Belarus   | 100,84 | 120,15 | 220,99 |            |
| 9         | Stanislav Kravchuk   | Ukraina   | 107,35 | 112,59 | 219,94 |            |
| 10        | Nicolas Fontaine     | Kanada    | 123,71 | 93,22  | 216,93 |            |
| 11        | Jeff Bean            | Kanada    | 118,66 | 92,11  | 210,77 |            |
| 12        | Andy Capicik         | Kanada    | 90,55  | 118,46 | 209,01 |            |